# Epidapus schillei
Epidapus schillei är en tvåvingeart som först beskrevs av Borner 1903.  Epidapus schillei ingår i släktet Epidapus och familjen sorgmyggor. Arten är reproducerande i Sverige. Inga underarter finns listade i Catalogue of Life.